# Mount Pritchard, New South Wales
Mount Pritchard este o suburbie în Sydney, Australia.